# Joker (Tetralogía Burton-Schumacher)
El Joker o el Guasón es el villano principal de la tetralogía Batman: The Motion Picture Anthology. Está basado en el personaje del mismo nombre de DC Comics. Es el archienemigo de Batman, el Caballero Oscuro de Gotham City. Su nombre real es Jack Napier.
Está interpretado por el actor Jack Nicholson, y por los actores Hugo E. Blick y David U. Hodges en los flashbacks.

## Biografía

### Pasado
Se desconoce mucho del pasado de Jack Napier. Lo único que se sabe de él es que mató a Thomas y Martha Wayne en el Callejón del Crimen cuando Bruce Wayne tenía ocho años. Una vez allí, Napier le preguntó al joven Bruce si había bailado con el diablo por las noches, debido a que era su pregunta favorita.

### Batman
Años después, Jack Napier terminó trabajando como mano derecha del señor del crimen, Carl Grissom. Sin embargo, Napier tenía un amorío con Alicia, la amante de Grissom, cosa que Grissom sabía. Buscando la manera de deshacerse de Napier, Grissom lo envió a Químicos Axis para que recuperará los documentos "robados" que necesitaba. Al llegar ahí, Napier y su compañero Bob son emboscados por el Teniente Eckardt, el Comisionado Gordon y los demás miembros de la policía. Al tratar de escapar junto con Bob, Napier mata a Eckardt, pero Batman (Bruce Wayne) llega a escena y deja caer a Napier en un contenedor de sustancias químicas, no sin antes de que Napier se dañara la cara con vidrios.
Sin embargo, Napier sobrevive y tras que un doctor le examina la cara, el mismo Napier descubre que tiene la cara de un payaso de forma permanente, por lo cual va al penthouse de Grissom mientras Grissom se duchaba y lo asesina a sangre fría, pero ahora bajo el alias del Joker. Tras apoderarse del imperio criminal de Grissom, mata a un mafioso que se oponía, y tras eso, liquida (con ayuda de su amigo Bob) en el Ayuntamiento de Ciudad Gótica a Vinny Ricorso, el supuesto heredero de Grissom. Tras eso, Bob le muestra al Joker las fotos de los periodistas que redactaron la noticia de la muerte de Ricorso: Alexander Knox y Vicki Vale. El Joker queda perdidamente enamorado de Vale tras contemplar su foto. Esa noche, el Joker crea con sustancias químicas y productos de belleza un veneno mortal, con el cual mata a unas docenas de personas. 
Tras engañar a Vicki Vale (le dijo que era Bruce Wayne), el Joker mata a todos los presentes de la Galería de Arte de Gotham City (excepto a Vale, quien usó una máscara antigás a pedido suyo). Ya en la galería, el Guasón y sus secuaces echan a perder las obras de arte con baldes de pintura, excepto una cual al Joker le gustaba. Ya reunido con Vale, el Joker él dice que los dos son artistas y que lo podría ayudar en su nueva obra, mostrándole a Vale como quedó deformada la cara de Alicia Grissom por el producto. Vale trata de huir, por lo cual el Joker trata de presionarla para que lo ayude, pero en eso, Batman llega y rescata a Vale. Guasón, furioso, manda a sus secuaces a por Batman, pero este los derrota y escapa.
Tras que Vale publica los efectos del veneno del Joker , este la visita en su departamento justo cuando Bruce Wayne la estaba visitando. Tras decirle que Alicia se suicidó arrojándose por una ventana, Joker nota la presencia de Wayne. Wayne le pregunta sobre Jack Napier y lo reta a un combate cuerpo a cuerpo, pero el Joker lo mata aparentemente disparándole, no sin antes decirle sobre si ha bailado con el diablo por las noches. Con esa pregunta, Bruce reconoce al asesino de sus padres. Tras que el Joker se retira, Vale descubre que Wayne fingió su muerte gracias a una bandeja de plata.
Esa noche, en el Bicentenario de Gotham, el Joker anuncia que va a regalar 20 millones de dólares a los ciudadanos de Gotham durante el desfile. Batman destruye la fábrica de Químicos Axis para matar al Joker, pero este se burla de él en su helicóptero. Mientras regala el dinero (que era falso en realidad), Batman llega en su Batwing, por lo cual el Joker suelta unos globos de gas de la risa, cual mata algunos ciudadanos, excepto a Knox (quien llevaba una máscara antigás) y a Vale (quien se encontraba en su auto en ese momento). Debido a eso, Batman utiliza el Batwing para llevarse los globos a la estratosfera. El Joker , furioso por eso, asesina a Bob en un arrebato de furia y secuestra a Vale, a quien lleva a la cima del Campanario de Gotham City. 
Una vez en la cima de la catedral, el Joker deja caer una campana bloqueando la entrada al torreón, no sin antes de que Batman logrará entrar. Batman llega mientras el Joker baila con Vale. Para ganar tiempo, Vale distrae al Joker mientras que Batman lo busca y pelea con sus matones. Sin embargo, tras que lo encuentra, Batman y el Joker terminan desatando una pelea que termina cuando el Guasón los deja al borde del abismo a Vale y a Batman. En esos momentos, llega el helicóptero que ordenó para huir de Gotham, pero Batman ata una gárgola a su pie, la cual hace que el Guasón no pueda resistir el peso y se suelte de las escaleras, cayendo al vacío, y falleciendo al impactar en la entrada de la catedral, poniendo fin a su reinado de terror.

### Batman Returns
Originalmente, en la secuela de Batman, según el guion de Sam Hamm, Batman investigaría sobre el pasado del fallecido Jack Napier, mientras que perseguía al Pingüino y a Gatúbela, quienes buscaban un tesoro escondido. Sin embargo, la idea fue desechada cuando Tim Burton aceptó regresar a la secuela. 
En la versión final de la película, el Joker no es visto ni mencionado.

### Batman Forever
Años después de la muerte del Joker, durante la aparición del Acertijo y de Dos Caras en Ciudad Gótica, Bruce Wayne recordó cuando sus padres murieron asesinados por Napier, quien se le apareció mediante un recuerdo, recordándole la triste escena de la muerte de sus padres.

### Batman & Robin
El Joker no es visto ni mencionado en Batman & Robin.

### Batman Triumphant
En la quinta entrega planeada de la tetralogía, el Joker regresaría como una alucinación de Batman, mediante el gas del miedo del Espantapájaros. Además, su hija, Harley Quinn, aparecería para vengar su muerte. Además, un arco secundario de la película, sería la resurrección del Joker.
Sin embargo, debido al fracaso que fue Batman & Robin, el proyecto fue cancelado y desechado en 1997.

### Otras propuestas
Tras la cancelación de Triumphant, varios otros proyectos fueron presentados, como Batman Glorius Final, de Lee Shapiro y Stephen Wise, donde el Joker regresaría como Capucha Roja tras ser resucitado por Hugo Strange, pero el proyecto fue cancelado en el 2002.
También, otro proyecto que fue presentado, fue una precuela (dirigida por Joel Schumacher) basada en el cómic Batman: Year One, lo cual significaba que el Joker aparecería en la escena de la muerte de los señores Wayne. Pero Warner Bros. rechazó la propuesta en 1998.
Otro proyecto fue un crossover llamado Batman vs. Superman, donde el Joker resucitaría (sin explicación alguna) para matar durante su luna de miel a Elizabeth Miller, la nueva esposa de Bruce Wayne (Batman), quien terminaría enfrentándose a Clark Kent, o sea, Superman. Se desconoce si Joker se hubiera aliado con Lex Luthor, el antagonista principal del planeado filme. Pero el proyecto se canceló en el 2003. 
Cabe decir, que según Joel Schumacher, si Batman Triumphant hubiera tenido éxito, habría habido una sexta entrega, donde el Joker regresaría para que Batman se enfrentará a él por segunda vez, pero la idea fue desechada oficialmente en el 2000.

## Detrás de las escenas
Esta versión del Joker es una de las muy pocas que tiene un nombre real asignado. El nombre "Jack Napier" hace referencia a Jack Nicholson (el actor que lo interpreta) y a Alan Napier (el actor que hizo de Alfred Pennyworth en Batman: The Series. También, Jack Napier es el nombre de un actor XXX. El nombre de Jack Napier también fue utilizado en Batman: The Animated Series, aunque en The New Batman Adventures se dejó claro que en esa versión, Jack Napier es otro de los alias del Guasón.
También se cree que el nombre Jack Napier es una referencia a Jack el Destripador, un asesino del siglo XIX.
En el guion original de Tom Mankiewicz, titulado The Batman, el Joker y Rupert Thorne eran los villanos principales, con el Pingüino barajado como villano secundario. 
Según Tim Burton, la razón por la cual el Joker muere en Batman es porque le parecía ilógico que el villano siguiera vivo para una secuela.
Originalmente, el Joker moriría tras ser asustado por unos murciélagos mientras subía la escalera del helicóptero en el Campanario de Ciudad Gótica. No obstante, un final similar fue utilizado para el Pingüino en Batman Returns.
Pese a que el Joker no hizo ningún tipo de aparición o mención en Batman Returns, Nicholson aportó dinero para producir la película. La razón de su apoyo sigue siendo un misterio hasta hoy en día.
Jack Nicholson, el actor que interpretó esta versión del Joker, trató de repetir el papel en la película de Christopher Nolan The Dark Knight, sin embargo, dicho papel se le encargó al actor australiano Heath Ledger, para disgusto de Nicholson, ya que según él, "había comprendido al personaje".
Esta versión del Joker inspiró la versión LEGO del Joker en el videojuego Lego Batman: The Videogame y los sets iniciales de LEGO Batman.